# 法蒂克
法蒂克是塞內加爾西部的城鎮，也是法蒂克區的首府，距離首都達喀爾155公里，海拔高度11米，經濟收入來自種植花生和開採鹽沼，2007年人口24,855。